# Elecciones municipales de 2015 en Getafe
Las elecciones municipales de 2015 se celebraron en Getafe el domingo 24 de mayo, de acuerdo con el Real Decreto de convocatoria de elecciones locales en España dispuesto el 30 de marzo de 2015 y publicado en el Boletín Oficial del Estado el día 31 de marzo. Se eligieron los 27 concejales del pleno del Ayuntamiento de Getafe, a través de un sistema proporcional (método d'Hondt), con listas cerradas y un umbral electoral del 5 %.

## Resultados
La candidatura del Partido Popular, obtuvo el mayor número de votos, que le otorgaron 9 concejales (perdiendo 3 respecto a las elecciones anteriores). En cambio, la candidatura del Partido Socialista Obrero Español (PSOE) obtuvo 8 concejales (perdiendo uno respecto a 2011). Ahora Getafe (AG) y Ciudadanos-Partido de la Ciudadanía (C) entraron en el pleno del consistorio con 7 y 2 concejales, respectivamente, mientras que Izquierda Unida Comunidad de Madrid-Los Verdes obtuvo 1 concejal (3 menos que en las anteriores elecciones). Unión Progreso y Democracia (UPyD) perdió los dos concejales con los que contaba en la anterior corporación.
Los resultados completos se detallan a continuación:
| Candidatura                                  | Candidatura                                              | Votos   | %                               | Concejales                      | ±                               | ±                               |
| -------------------------------------------- | -------------------------------------------------------- | ------- | ------------------------------- | ------------------------------- | ------------------------------- | ------------------------------- |
|                                              | Partido Popular (PP)                                     | 24 986  | 28,57                           | 9                               |                                 | 3                               |
|                                              | Partido Socialista Obrero Español (PSOE)                 | 23 880  | 27,30                           | 8                               |                                 | 1                               |
|                                              | Ahora Getafe (AG)                                        | 20 648  | 23,61                           | 7                               |                                 | 7                               |
|                                              | Ciudadanos-Partido de la Ciudadanía (Cs)                 | 7082    | 8,10                            | 2                               |                                 | 2                               |
|                                              | Izquierda Unida Comunidad de Madrid-Los Verdes (IUCM-LV) | 4994    | 5,71                            | 1                               |                                 | 3                               |
| Unión Progreso y Democracia (UPyD)           | Unión Progreso y Democracia (UPyD)                       | 2622    | 3,00                            | 0                               |                                 | 2                               |
| Alternativas desde Abajo Getafe (ADA Getafe) | Alternativas desde Abajo Getafe (ADA Getafe)             | 933     | 1,07                            | 0                               | n/a                             | n/a                             |
| Vox (Vox)                                    | Vox (Vox)                                                | 587     | 0,67                            | 0                               | n/a                             | n/a                             |
| A Por Ellos (A Por Ellos)                    | A Por Ellos (A Por Ellos)                                | 577     | 0,66                            | 0                               | n/a                             | n/a                             |
| Unidad de Centro (UDEC)                      | Unidad de Centro (UDEC)                                  | 97      | 0,11                            | 0                               | n/a                             | n/a                             |
| Votos en blanco                              | Votos en blanco                                          | 1055    | 1,21                            | n/a                             | n/a                             | n/a                             |
| Votos válidos                                | Votos válidos                                            | 87 461  | 100,00                          | 27                              | -                               | -                               |
| Votos nulos                                  | Votos nulos                                              | 959     | Participación: \| \| 69,97 % \| | Participación: \| \| 69,97 % \| | Participación: \| \| 69,97 % \| | Participación: \| \| 69,97 % \| |
| Votantes                                     | Votantes                                                 | 88 420  | Participación: \| \| 69,97 % \| | Participación: \| \| 69,97 % \| | Participación: \| \| 69,97 % \| | Participación: \| \| 69,97 % \| |
| Electores                                    | Electores                                                | 126 363 | Participación: \| \| 69,97 % \| | Participación: \| \| 69,97 % \| | Participación: \| \| 69,97 % \| | Participación: \| \| 69,97 % \| |
|                                              | 69,97 %                                                  |         |                                 |                                 |                                 |                                 |

## Concejales electos
Relación de concejales electos:
| N.º | Nombre                           | Lista | Lista   |
| --- | -------------------------------- | ----- | ------- |
| 1   | Juan Soler-Espiauba Gallo        |       | PP      |
| 2   | Sara Hernández Barroso           |       | PSOE    |
| 3   | Vanessa Lillo Gómez              |       | AG      |
| 4   | Rubén Maireles López             |       | PP      |
| 5   | Herminio Vico Algaba             |       | PSOE    |
| 6   | Marta María Esteban Viñas        |       | AG      |
| 7   | Mirene Presas de Castro          |       | PP      |
| 8   | María Nieves Sevilla Urbán       |       | PSOE    |
| 9   | Mónica Cobo Magaña               |       | Cs      |
| 10  | Javier Enrique Herrero Heras     |       | AG      |
| 11  | María Paz Álvarez Sánchez-Arjona |       | PP      |
| 12  | Álvaro Gómez García              |       | PSOE    |
| 13  | Hugo Paternina Espinosa          |       | AG      |
| 14  | Pablo Martínez Martín            |       | PP      |
| 15  | Francisco Javier Santos Gómez    |       | IUCM-LV |
| 16  | Raquel Alcázar Ballesteros       |       | PSOE    |
| 17  | Fernando Lázaro Soler            |       | PP      |
| 18  | Daniel Pérez Pinillos            |       | AG      |
| 19  | Jorge Juan Rodríguez Conejo      |       | PSOE    |
| 20  | Teresa Rodríguez González        |       | PP      |
| 21  | Antonio Soubrie Gutiérrez-Mayor  |       | Cs      |
| 22  | Javier Alcolea Rodríguez         |       | AG      |
| 23  | Mónica Cerdà Suárez              |       | PSOE    |
| 24  | Antonio José Mesa Garrido        |       | PP      |
| 25  | Ángel Muñoz González             |       | PSOE    |
| 26  | Ana Isabel Calcerrada Torrente   |       | AG      |
| 27  | Jesús Burranchón Amor            |       | PP      |

## Acontecimientos posteriores
En la sesión de constitución de la nueva corporación municipal celebrada el 13 de junio de 2015, la candidata del PSOE Sara Hernández Barroso fue investida alcaldesa con una mayoría absoluta del pleno (16 concejales), proveniente de los concejales de su grupo municipal junto a los de AG e IUCM-LV.